# Kościół San Barnaba e Paolo w Mediolanie
Kościół San Barnaba e Paolo - budowla sakralna w Mediolanie i pierwszy kościół zakonu barnabitów.

## Historia
21 października 1545 zakon barnabitów rozpoczął budowę kościoła, na miejscu dawnej świątyni zwanej Prepositurale di San Barnaba in Brovo. Kościół został konsekrowany w 1547, ale wkrótce okazał się zbyt mały, dlatego w 1556 Galeazzo Alessi został zobowiązany do zaprojektowania nowej, większej budowli. Prace rozpoczęto od chóru i prezbiterium, a w 1567 prace zostały ukończone, zaś w 1568 ozdobiono jej wnętrze zdobieniami. Pierwszą mszę celebrował w odnowionej świątyni św. Karol Boromeusz. On też był fundatorem ołtarza głównego. 
W 1625 Camillo Procaccini ozdobił sklepienie nad prezbiterium freskami.
We wnętrzu świątyni znajdują się liczne malowidła okresu manieryzmu mediolańskiego. W jednej z kaplic przechowywany jest obraz Stygmaty św. Franciszka z Asyżu (autor - Giovanni Paolo Lomazzo), w innej zaś Pietà Aurelio Luiniego. Po bokach ołtarza głównego znajdują się wielkie płótna z Historiami świętych Pawła i Barnaby, dzieła Simone Peterzano.
W kościele przechowywane jest ciało założyciela zakonu barnabitów, św. Antoni Maria Zaccaria.